# آلوئیس کالین
آلوئیس کالین (انگلیسی: Alois Kälin؛ زادهٔ ۱۳ آوریل ۱۹۳۹) اسکی‌باز پرش، و اسکی‌باز صحرانوردی اهل سوئیس است.